# 南真寺
南真寺位於四川省甘孜藏族自治州雅江縣，文物遺址年代判定為元代。2007年6月1日公佈為四川省第七批文物保護單位。